# Hyūga (Giappone)
Hyūga (日向市?) è una città giapponese della prefettura di Miyazaki.